# 巴利薩山
62°35′46″S 59°53′53.4″W / 62.59611°S 59.898167°W

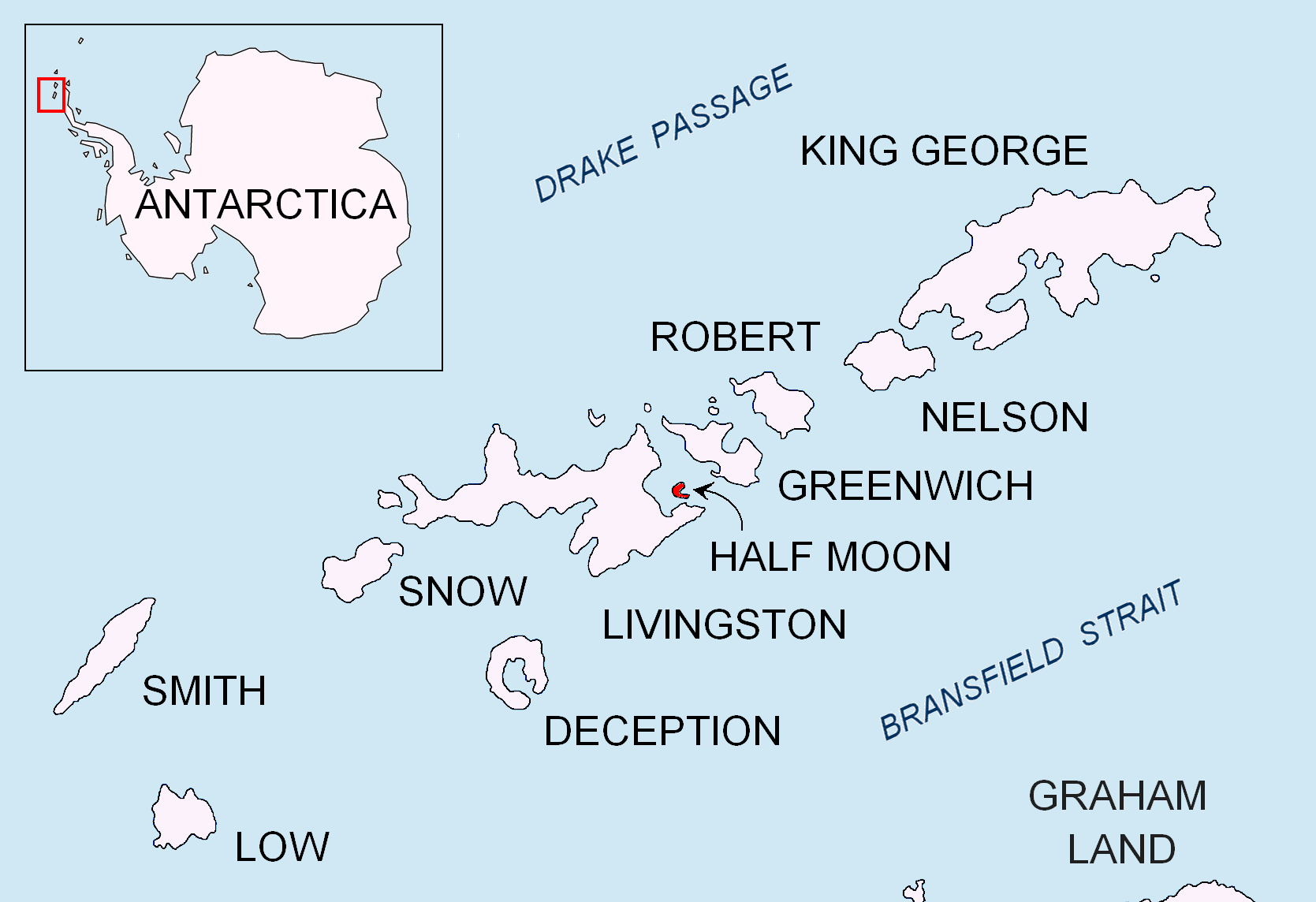

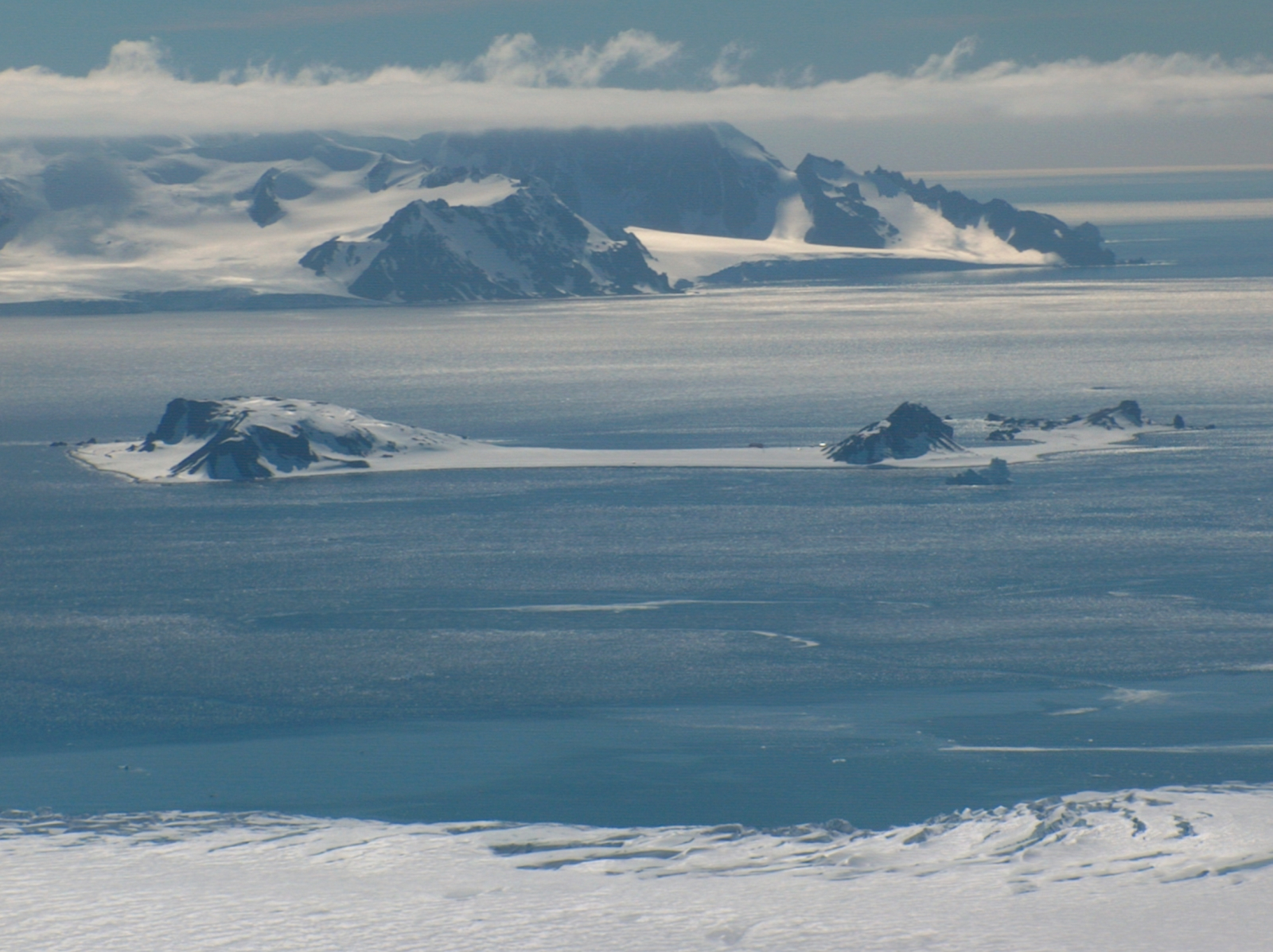

巴利薩山是南極洲的山峰，位於南設得蘭群島的利文斯頓島，處於拉莫雷尼塔山以東1.2公里、齊尼亞山東南面1.54公里、埃夫賴姆崖西南面10.11公里、雷納角西北面4.96公里和卡洛揚冰原島峰西北面3.51公里。

## 外部連結
- Cesar Garcia Esponda, Nestor Coria & Diego Montalti. Breeding birds at Half Moon Island, South Shetland Islands, Antarctica, 1995/96. （页面存档备份，存于） Marine Ornithology, 2000, 28, pp. 59–62.